# 日本建築大工技能士会
一般社団法人日本建築大工技能士会は、国家試験建築大工技能士の技能検定の実施協力を行う団体である。また熟練技能者ネットワークとして2013年より（平成25年）以降「大工さんセンター」の運営も行う。11月22日は「大工さんの日」であり周知啓発も行う。2005年（平成17年）以降から林野庁の協賛を得て「大匠棟梁」認定制度も行っている。